# El Tamarell
El Tamarell és una muntanya de 681 metres del municipi de Pujalt, a la comarca catalana de l'Anoia.